# Johann Heinrich Blasius

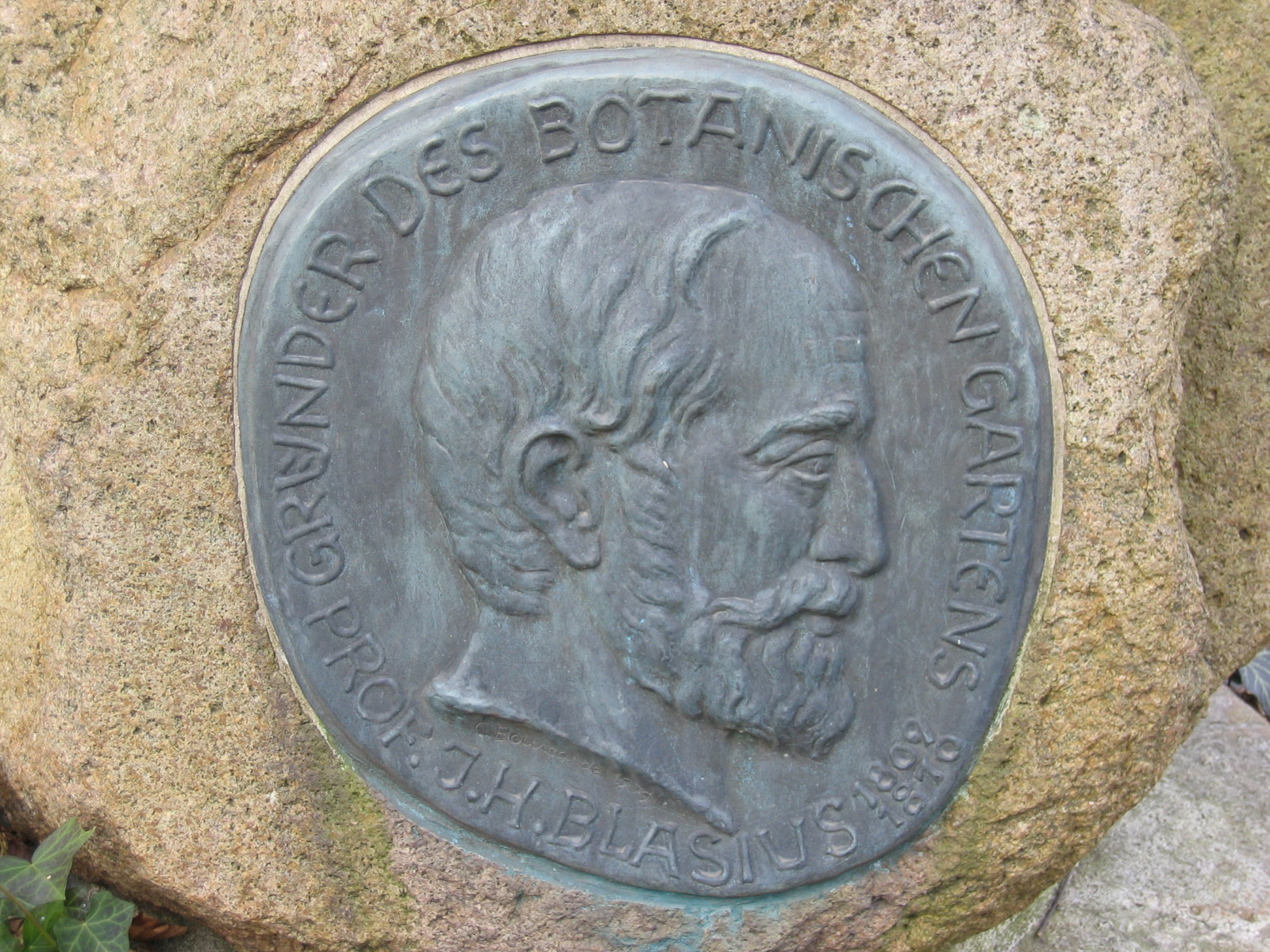
Reliëf van Johann Blasius in de botanische tuin van Braunschweig

Johann Heinrich Blasius (Nümbrecht-Eckenbach bij Keulen, 7 oktober 1809 - Braunschweig, 26 mei 1870) was een Duits bioloog en wetenschapper.
Blasius studeerde in 1834 in Berlijn af in de wiskunde, geografie, geologie, zoölogie en plantkunde. 
In 1836 werd hij benoemd tot buitengewoon hoogleraar voor natuurwetenschappen aan de Technische universiteit van Braunschweig en in 1838 gewoon hoogleraar. Hij zette zich in voor de stichting van een botanische tuin aldaar; deze werd in 1840 gerealiseerd. In de periode tot 1844 heeft hij veel onderzoeks-expedities naar Oost-Europese landen,  onder andere naar Rusland ondernomen. In 1844 ondernam hij een expeditie naar de Alpenlanden en Italië.
In de stromingsleer is er een empirische formule van Blasius naar hem genoemd, die turbulente stroming in een pijp met gladde wanden beschrijft.
Samen met zijn zonen Rudolf Heinrich Paul Blasius en Wilhelm August Heinrich Blasius heeft hij veel natuuronderzoek in het veld verricht en heeft hij meerdere diersoorten beschreven. 
Zijn lichaam rust op de begraafplaats van de gereformeerde gemeente in Braunschweig. 